# Proceedings of the National Academy of Sciences of the United States of America
Праці Національної академії наук (Proceedings of the National Academy of Sciences of the United States of America, PNAS) — провідний американський науковий журнал для публікації оригінальних наукових досліджень в різних областях, головним чином в біології та медицині, а також з фізики та соціальних наук.
Офіційний орган Національної академії наук США (US National Academy of Sciences, NAS).

## Історія
Журнал PNAS був заснований в 1914 році Національною академією наук США (заснована у 1863), а перший номер опублікований в 1915 році. Крім наукових оригінальних досліджень публікуються огляди, коментарі, листи редактору, повідомлення і документи самої Академії. PNAS широко охоплює біологічні, фізичні, і соціальні науки. Хоча більшість статей, виданих в журналі знаходяться в області біомедичних наук, окремими випусками виходять номери з фізики, математики та соціальних наук. Всі статті попередньо рецензуються або членами самої Академії або призначеною ними групою референтів. Всі статті журналу доступні передплатникам на сайті журналу, а через 6 місяців безкоштовні для повного перегляду.

## Визнання
У 2009 році увійшов до Списку 100 найвпливовіших журналів з біології і медицини за останні 100 років, посівши 3-є місце в категорії «Молекулярна і клітинна біологія, біотехнологія та міждисциплінарні журнали». Завдяки великому авторитету в науковому світі, журнал PNAS має велику відвідуваність своєї Online-версії в інтернеті: 11,6 млн хітів в місяць.
Індекс цитування (імпакт-фактор) журналу дорівнює: в 2003 році — 14.49, в 2004 — 10.452, в 2005 — 10.231, в 2006 — 9.643, в 2008 — 9.380, в 2012 — 9.737. Журнал PNAS другий найбільш цитований в світі науковий журнал з 1 338 191 цитуваннями за 1994—2004 роки (перше місце займає журнал Journal of Biological Chemistry з показником 1 740 902).

## Редактори
- 1914—1918 — Артур А. Ноес
- 1918—1940 — Раймонд Пірл
- 1940—1949 — Роберт Ендрюс Міллікен
- 1950—1955 — Лайнус Полінг
- 1955—1960 — Венделл Мередіт Стенлі
- 1960—1968 — Саундерс Маклейн
- 1968—1972 — Джон Т. Едсалл
- 1972—1980 — Роберт Луїс Сіншеймер
- 1980—1984 — Деніел Кошланд
- 1985—1988 — Максін Сінгер
- 1988—1991 — Ігор Девід
- 1991—1995 — Лауренс Богорад
- 1995—2006 — Ніколас Коззареллі
- 2006—2011 — Ренді Шекман
- 2011-… — Індер Верма

## ISSN
- ISSN 0027-8424 (print)
- ISSN 1091-6490 (web)

- LCCN 00-227001
- CODEN PNASA6
- OCLC 43473694